# Martin François Dunesme
Martin François Dunesme est un général de brigade français né le 17 mars 1767 à Viel-Saint-Remy (Ardennes) et mort le 30 août 1813 lors de la bataille de Kulm.

## Biographie
Il entra au service comme sergent-major le 22 septembre 1791 dans le 1er bataillon des Ardennes, incorporé en l'an XI dans la 102e demi-brigade d'infanterie de bataille devenue, en l'an IV, 106e demi-brigade de ligne et 106e de cette arme à l'organisation de l'an XII.
Il fit aux armées des Ardennes et du Nord la campagne de 1792, et passa capitaine le 15 mai de cette même année.
Le 4 mars 1793, à l'affaire d'Hesmin, petit village situé entre Herve et Liège, l'armée française se reposant dans un défilé fut surprise par les Autrichiens ; le capitaine Dunesme court à sa compagnie, la rassemble, se précipite sur l'ennemi à la baïonnette, lui tue une cinquantaine d'hommes, met toute sa ligne en déroute, et ne rejoint son bataillon qu'après avoir entièrement dégagé la colonne.
Dans cette action, il s'élança seul au milieu des rangs ennemis, et alla y chercher deux soldats autrichiens qu'il ramena prisonniers.
Le 16 du même mois, en avant de Tirlemont, il tomba à l'improviste sur les postes autrichiens qu'il força à une retraite précipitée.
Le 20 vendémiaire, à Châtillon, les royalistes étant venus attaquer une colonne républicaine placée en avant de cette ville, et l'ayant mise en déroute, le capitaine Dunesme, qui était de garde au quartier général, ne quitta son poste que le dernier, soutenant la retraite avec son détachement.
Parvenu à quelque distance hors de la ville, il aperçut un des drapeaux des rebelles et résolut de s'en emparer. Il s'élance aussitôt, mais mal soutenu par les siens, il se trouva seul au milieu des ennemis.
Chargé alors par les royalistes, accourus en grand nombre, il eût infailliblement succombé, si le nommé Hoclet, son ancien fourrier, alors canonnier à cheval dans la légion de Westermann, ne fût accouru à son aide.
Ce soldat, malgré le feu meurtrier des Vendéens, parvint jusqu'au capitaine, le fit monter sur un cheval qu'il conduisait en main, et l'aida ensuite à se faire jour à travers la foule des ennemis.
De retour à sa compagnie, Dunesme soutint encore la retraite avec une poignée d'hommes jusqu'au bois des Chèvres, où on avait rallié quelques centaines de républicains auxquels il se joignit pour reprendre l'offensive, et les royalistes, attaqués à leur tour, furent obligés de prendre la fuite.
Le 3 brumaire suivant, Dunesme soutint seul, avec sa compagnie, pendant plus d'une heure, la retraite de l'armée, et fut même assez heureux pour arracher des mains des Vendéens un grand nombre d'habitants qu'ils étaient sur le point d'immoler à leur fureur.
Il reçut dans cette circonstance une forte contusion au genou droit, et serait devenu victime de son dévouement sans l'intrépidité de l'aide-de-camp Cavaignac qui l'emporta sur son cheval après l'avoir retiré de dessous les baïonnettes ennemies.
Il fit ensuite la campagne de l'an III à l'armée des côtes de Brest, et fut blessé au bras droit en chargeant avec sa compagnie.
Nommé le 24 brumaire an IV chef de bataillon dans le même corps, il passa, en l'an V, à l'armée du Rhin, en l'an VI à celle d'Helvétie, et servit, en l'an VII aux mêmes armées et à celle d'Italie.
Le 20 prairial an VII ; avec un bataillon de conscrits qu'il menait pour la première fois au feu, il attaqua l'ennemi sur l'Albis, près de Zurich, lui tua 500 hommes et reprit une position que la division Soult avait été obligée d'évacuer.
Le 27 thermidor suivant, il débusqua les Autrichiens du Petit Saint-Bernard, après leur avoir tué ou blessé une centaine d'hommes et fait 20 prisonniers. Le 13 fructidor de la même année, à Suze, où il commandait quatre compagnies formant la colonne de droite, il enleva 150 prisonniers à l'ennemi, et le 30 du même mois, à Rivoli, il fit encore 150 prisonniers.
Le 13 brumaire an VIII, au combat de Savillan, il se fit jour à travers les bataillons ennemis, leur enleva une pièce de canon, en reprit une autre, et fit mettre bas les armes à 230 Autrichiens.
Le 16 germinal, au combat de Monte-Faccio, près de Gênes, où il commandait la colonne du centre, il fit 300 prisonniers et eut sa capote criblée de balles. Le 25 du même mois à Albissola, après avoir dégagé le général en chef Masséna, il se battit seul contre plusieurs Autrichiens et en terrassa trois, qu'il força de se rendre. À Volta, le 28, il mit en déroute, avec 30 hommes seulement, un bataillon autrichien fort de 700 combattants ; et il fut blessé, le 10 floréal suivant, d'un coup de feu à la cuisse au combat des Deux-Frères.
Rentré en France après le siège de Gênes, on l'employa dans la 9e division militaire.
Retourné à l'armée d'Italie en l'an IX, II tint garnison à Conegliano, pendant les ans X et XI, devint major du 96e régiment d'infanterie de ligne le 30 frimaire, et membre de la Légion d'honneur le 4 germinal an XII.
Il fit les campagnes de 1807, 1808 et 1809 à la grande armée, et fut nommé colonel du 25e régiment de ligne, le 10 novembre 1807.
Baron de l'Empire le 11 juin 1810 avec une dotation de 4 000 livres de rente, le 12 juillet 1809, il reçut la croix d'officier de la Légion d'honneur et fit les campagnes de Russie et de Saxe en 1812 et 1813.
Général de brigade le 13 juillet 1813, il fut tué d'un coup de feu, le 30 août suivant, à la bataille de Kulm, au moment où, à la tête des troupes qu'il commandait, il perçait la ligne prussienne pour reprendre le village d'Hellendorf.

## État de service
- 10 novembre 1807 : Colonel du 25e régiment d'infanterie de ligne
- 13 juillet 1813 : Général de brigade

## Titres, décorations, honneurs...
- 12 juillet 1809 : Officier de la Légion d'honneur
- 11 juin 1810 : Baron de l'Empire